# Olga Vilmar
Olga Vilmar (n. Buenos Aires, Argentina; 1920) es una primera actriz de cine, radio, teatro y televisión, y directora de radioteatros argentina.

## Carrera
Comenzó como actriz radial y luego se inició notablemente durante la época de oro del cine argentino en el film Siete para un secreto, protagonizado por Silvana Roth y Carlos Cores.
En 1946 integra la lista de La Agrupación de Actores Democráticos, durante el gobierno de Juan Domingo Perón, y cuya junta directiva estaba integrada por Pablo Racioppi, Lydia Lamaison, Pascual Nacaratti, Alberto Barcel y Domingo Mania.

## Filmografía
- 1947: Siete para un secreto
- 1950: Al compás de tu mentira
- 1950: La barra de la esquina
- 1953: Rebelión en los llanos
- 1959: Nubes de humo[3]
- 2000: Casanegra
- 2000:  Solo y conmigo
- 2002: Radioteatro, una pasión de multitudes[4]

## Radio
Actriz exclusivamente radial hizo decenas de radioteatros, muchos de ellos escritos por Alberto Migré junto con actores como Roberto Escalada, Eduardo Rudy, Susy Kent, Celia Juárez, Oscar Casco e Hilda Bernard. También se lució al ser una de las primeras voces en dar avisos publicitarios por esas emisoras.
Con su compañía radioteatral hizo La mulata Martina, Raza de Hidalguía, Tu dulce y amarga pobreza y Tu pobre riqueza, todas ellas encabezadas por Eva Franco.
Junto a Santiago Gómez Cou actuó en el radioteatro Buenos Días, Pericles, con relatos  de Julio César Bonnet  y libro de Horacio S. Meyrialle.
En 1956 hizo en Radio Belgrano pareja con Roberto Escalada para el radioteatro Con la antorcha en Alto.

## Televisión
- 1957: El teleteatro de Myriam de Urquijo
- 1961: Una historia..., la nuestra, de Elsa Martínez, teleteatro junto con  Jorge Salcedo.
- 1969: Jacinta Pichimahuida, la maestra que no se olvida[7]
- 1982: Venga a bailar.

También hizo teleteatro con Alberto Castillo, Tita Merello, Amelia Bence, Elisa Galvé, Morenita Galé, Diana Maggi, Alicia Duncan y Beatriz Bonnet, entre otros.

## Vida privada
Estuvo casada por varias décadas con el actor y cantor de tangos Marcos del Mar.